# Sumitomo Mitsui Trust Holdings
Sumitomo Mitsui Trust Holdings, anciennement Chuo Mitsui Trust Holdings, est une entreprise japonaise qui fait partie de l'indice TOPIX 100.
Elle fait partie des groupes Mitsui et Sumitomo, et contrôle la Sumitomo Mitsui Trust Bank.